# James Norris Memorial Trophy

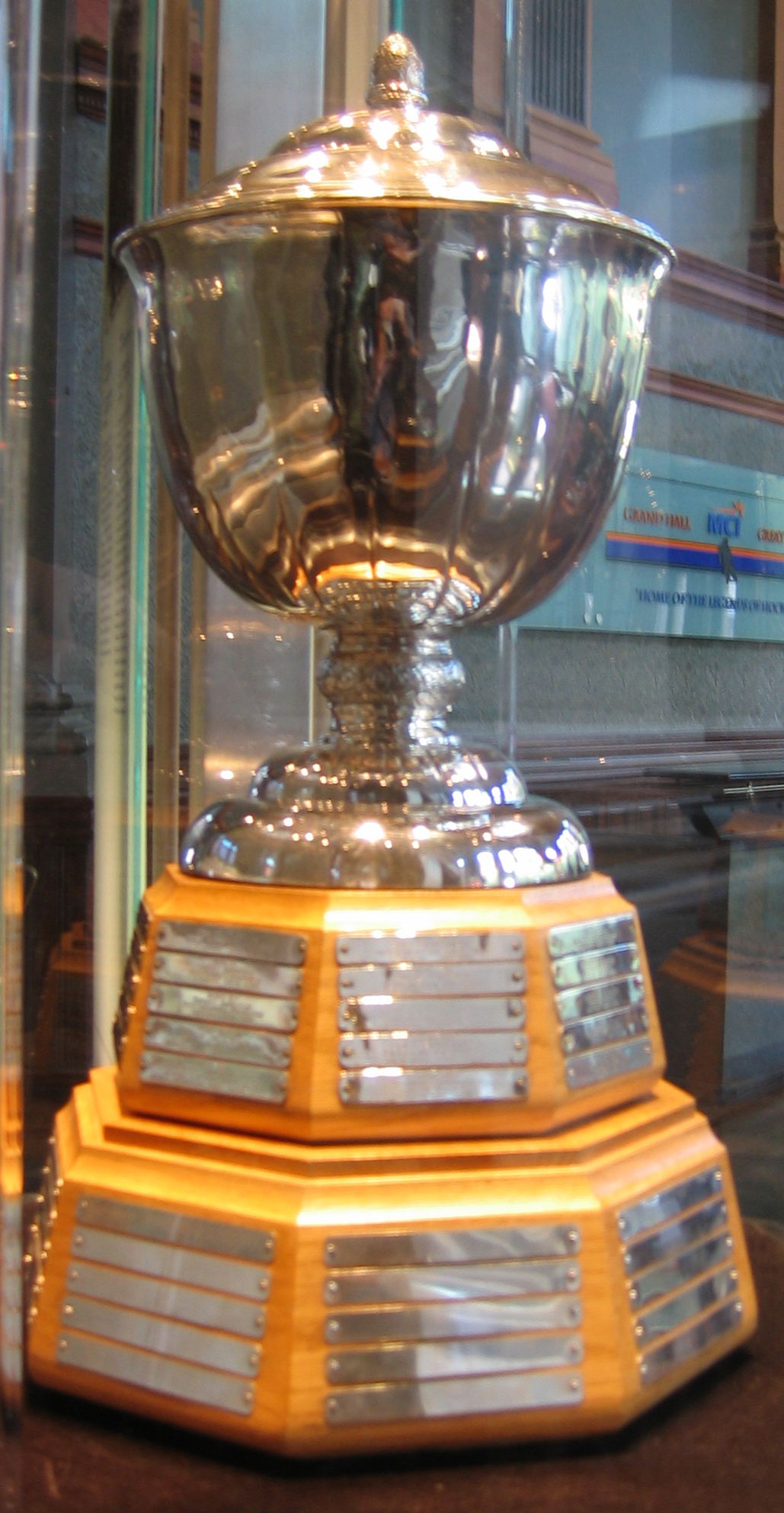
James Norris Memorial Trophy

James Memorial Trophy je v kanadsko-americké NHL udělováno od roku 1953 nejlepšímu obránci. Tuto trofej získávají obránci podle počtu hlasů od členů Asociace profesionálních hokejových novinářů (Professional Hockey Writers Association).
Trofej věnovali jako vzpomínku na svého zesnulého otce čtyři děti někdejšího majitele Detroitu Red Wings Jamese Norrise.

## Vítězové
| James Norris Memorial Trophy - (nejlepší obránce) |                      |                     |
| Sezóna                                            | Hráč                 | Tým                 |
| 1953–1954                                         | Red Kelly            | Detroit Red Wings   |
| 1954–1955                                         | Doug Harvey          | Montreal Canadiens  |
| 1955–1956                                         | Doug Harvey          | Montreal Canadiens  |
| 1956–1957                                         | Doug Harvey          | Montreal Canadiens  |
| 1957–1958                                         | Doug Harvey          | Montreal Canadiens  |
| 1958–1959                                         | Tom Johnson          | Montreal Canadiens  |
| 1959–1960                                         | Doug Harvey          | Montreal Canadiens  |
| 1960–1961                                         | Doug Harvey          | Montreal Canadiens  |
| 1961–1962                                         | Doug Harvey          | New York Rangers    |
| 1962–1963                                         | Pierre Pilote        | Chicago Blackhawks  |
| 1963–1964                                         | Pierre Pilote        | Chicago Blackhawks  |
| 1964–1965                                         | Pierre Pilote        | Chicago Blackhawks  |
| 1965–1966                                         | Jacques Laperriere   | Montreal Canadiens  |
| 1966–1967                                         | Harry Howell         | New York Rangers    |
| 1967–1968                                         | Bobby Orr            | Boston Bruins       |
| 1968–1969                                         | Bobby Orr            | Boston Bruins       |
| 1969–1970                                         | Bobby Orr            | Boston Bruins       |
| 1970–1971                                         | Bobby Orr            | Boston Bruins       |
| 1971–1972                                         | Bobby Orr            | Boston Bruins       |
| 1972–1973                                         | Bobby Orr            | Boston Bruins       |
| 1973–1974                                         | Bobby Orr            | Boston Bruins       |
| 1974–1975                                         | Bobby Orr            | Boston Bruins       |
| 1975–1976                                         | Denis Potvin         | New York Islanders  |
| 1976–1977                                         | Larry Robinson       | Montreal Canadiens  |
| 1977–1978                                         | Denis Potvin         | New York Islanders  |
| 1978–1979                                         | Denis Potvin         | New York Islanders  |
| 1979–1980                                         | Larry Robinson       | Montreal Canadiens  |
| 1980–1981                                         | Randy Carlyle        | Pittsburgh Penguins |
| 1981–1982                                         | Doug Wilson          | Chicago Blackhawks  |
| 1982–1983                                         | Rod Langway          | Washington Capitals |
| 1983–1984                                         | Rod Langway          | Washington Capitals |
| 1984–1985                                         | Paul Coffey          | Edmonton Oilers     |
| 1985–1986                                         | Paul Coffey          | Edmonton Oilers     |
| 1986–1987                                         | Ray Bourque          | Boston Bruins       |
| 1987–1988                                         | Ray Bourque          | Boston Bruins       |
| 1988–1989                                         | Chris Chelios        | Montreal Canadiens  |
| 1989–1990                                         | Ray Bourque          | Boston Bruins       |
| 1990–1991                                         | Ray Bourque          | Boston Bruins       |
| 1991–1992                                         | Brian Leetch         | New York Rangers    |
| 1992–1993                                         | Chris Chelios        | Chicago Blackhawks  |
| 1993–1994                                         | Ray Bourque          | Boston Bruins       |
| 1994–1995                                         | Paul Coffey          | Detroit Red Wings   |
| 1995–1996                                         | Chris Chelios        | Chicago Blackhawks  |
| 1996–1997                                         | Brian Leetch         | New York Rangers    |
| 1997–1998                                         | Rob Blake            | Los Angeles Kings   |
| 1998–1999                                         | Al MacInnis          | St. Louis Blues     |
| 1999–2000                                         | Chris Pronger        | St. Louis Blues     |
| 2000–2001                                         | Nicklas Lidström     | Detroit Red Wings   |
| 2001–2002                                         | Nicklas Lidström     | Detroit Red Wings   |
| 2002–2003                                         | Nicklas Lidström     | Detroit Red Wings   |
| 2003–2004                                         | Scott Niedermayer    | New Jersey Devils   |
| 2004–2005                                         | Neudělena pro stávku |                     |
| 2005–2006                                         | Nicklas Lidström     | Detroit Red Wings   |
| 2006–2007                                         | Nicklas Lidström     | Detroit Red Wings   |
| 2007–2008                                         | Nicklas Lidström     | Detroit Red Wings   |
| 2008–2009                                         | Zdeno Chára          | Boston Bruins       |
| 2009–2010                                         | Duncan Keith         | Chicago Blackhawks  |
| 2010–2011                                         | Nicklas Lidström     | Detroit Red Wings   |
| 2011–2012                                         | Erik Karlsson        | Ottawa Senators     |
| 2012–2013                                         | P. K. Subban         | Montreal Canadiens  |
| 2013–2014                                         | Duncan Keith         | Chicago Blackhawks  |
| 2014–2015                                         | Erik Karlsson        | Ottawa Senators     |
| 2015–2016                                         | Drew Doughty         | Los Angeles Kings   |
| 2016–2017                                         | Brent Burns          | San Jose Sharks     |
| 2017–2018                                         | Victor Hedman        | Tampa Bay Lightning |
| 2018–2019                                         | Mark Giordano        | Calgary Flames      |
| 2019–2020                                         | Roman Josi           | Nashville Predators |
| 2020–2021                                         | Adam Fox             | New York Rangers    |
| 2021–2022                                         | Cale Makar           | Colorado Avalanche  |
| 2022–2023                                         | Erik Karlsson        | San Jose Sharks     |
| 2023–2024                                         | Quinn Hughes         | Vancouver Canucks   |
| 2024–2025                                         | Cale Makar           | Colorado Avalanche  |
| Zdroj na eliteprospects.com                       |                      |                     |